# ATP Sofia Open
El Torneig de Sofia, conegut oficialment com a Sofia Open, és un torneig de tennis professional que es disputa anualment sobre pista dura interior a l'Arena Armeec de Sofia, Bulgària. Pertany a les sèries 250 del circuit ATP masculí i se celebra a principis de febrer.
El torneig es va celebrar a partir de l'any 2015 en substitució del torneig de Zagreb, que va patir problemes financers per manca de nous patrocinadors. El seu nom original fou Garanti Koza Sofia Open, i puntualment Diema Xtra Sofia Open.

## Palmarès

### Individual masculí
| Any  | Campió                | Finalista        | Resultat            |
| ---- | --------------------- | ---------------- | ------------------- |
| 2023 | Adrian Mannarino      | Jack Draper      | 7−6(6), 2−6, 6−3    |
| 2022 | Marc-Andrea Hüsler    | Holger Rune      | 6−4, 7−6(8)         |
| 2021 | Jannik Sinner (2)     | Gaël Monfils     | 6−3, 6−4            |
| 2020 | Jannik Sinner         | Vasek Pospisil   | 6−4, 3−6, 7−6(3)    |
| 2019 | Daniïl Medvédev       | Márton Fucsovics | 6−4, 6−3            |
| 2018 | Mirza Bašić           | Marius Copil     | 7−6(6), 6−7(4), 6−4 |
| 2017 | Grígor Dimitrov       | David Goffin     | 7−5, 6−4            |
| 2016 | Roberto Bautista Agut | Viktor Troicki   | 6−3, 6−4            |

### Dobles masculins
| Any  | Campions                             | Finalistes                           | Resultat            |
| ---- | ------------------------------------ | ------------------------------------ | ------------------- |
| 2023 | Gonzalo Escobar Aleksandr Nedovyesov | Julian Cash Nikola Mektić            | 6−3, 3−6, [13−11]   |
| 2022 | Rafael Matos David Vega Hernández    | Fabian Fallert Oscar Otte            | 3−6, 7−5, [10−8]    |
| 2021 | Jonny O'Mara Ken Skupski             | Oliver Marach Philipp Oswald         | 6−3, 6−4            |
| 2020 | Jamie Murray Neal Skupski            | Jürgen Melzer Édouard Roger-Vasselin | Renúncia            |
| 2019 | Nikola Mektić Jürgen Melzer          | Hsieh Cheng-peng Christopher Rungkat | 6−2, 4−6, [10−2]    |
| 2018 | Robin Haase Matwé Middelkoop         | Nikola Mektić Alexander Peya         | 5−7, 6−4, [10−4]    |
| 2017 | Viktor Troicki Nenad Zimonjić        | Mikhail Elgin Andrey Kuznetsov       | 6−4, 6−4            |
| 2016 | Wesley Koolhof Matwé Middelkoop      | Philipp Oswald Adil Shamasdin        | 5−7, 7−6(9), [10−6] |